# Arrigo Bernardi
Arrigo Bernardi (26 dicembre 1950) è un ex calciatore belga.

## Carriera
Nella stagione 1982-1983 gioca col R.F.C. Sérésien nella prima divisione belga; milita nel medesimo campionato anche nella stagione 1983-1984, nella quale la sua squadra chiude il campionato con un quinto posto in classifica. Gioca in massima serie anche nella stagione 1984-1985, oltre che nella stagione 1985-1986. Nell'arco di questo quadriennio totalizza 86 presenze ed 8 reti nella prima divisione belga.